# Antispam
Las técnicas antispam son soluciones que permiten a los usuarios prevenir o acotar la entrega de spam (correos no deseados). Estas analizan automáticamente todos los correos electrónicos entrantes enviados a un buzón de correo para este propósito. Son aplicaciones informáticas que se encarga de detectar y eliminar el spam y los correos no deseados. Algunos antivirus y firewalls (cortafuegos) poseen incorporadas herramientas antispam. El principal objetivo de una herramienta antispam es lograr un buen porcentaje de filtrado de correo no deseado, pero sin identificar (incorrectamente) al correo deseado como no deseado, pues eso traería peores consecuencias que "olvidar" filtrar algún spam.
Las herramientas antispam utilizan múltiples técnicas para detectar el correo no deseado. Algunas utilizan técnicas locales. Por ejemplo, emplean un diccionario propio para detectar palabras que suelen aparecer en estos correos. Ese diccionario puede ser "armado" con palabras que el propio usuario identifica como spam manualmente, o armado de forma inteligente por la aplicación, cuando el usuario selecciona qué es deseado y qué es no deseado de su bandeja de entrada. Otra técnica local es el uso de una lista de amigos y una lista de enemigos. El programa o el propio usuario manualmente identifica las direcciones y nombres que son considerados amigos (y confiables) y de los cuales no recibirán correos no deseados. Lo mismo para la lista de enemigos. Una técnica no local, la utilizan las herramientas que se conectan a servidores remotos, que se encargan de analizar cada uno de los correos electrónicos que llegan al usuario, para identificar si son o no spam. Esos servidores remotos utilizan grandes bases de datos con información (direcciones IP, nombres, textos, etc.) para identificar el correo no deseado. Similares técnicas utilizan los servicios antispam en línea que prestan algunas empresas para sus usuarios como Gmail de Google, Hotmail de Microsoft y Yahoo! Mail de Yahoo!.

## Historia del Antispam
Antes de la invención de lo que conocemos como WWW, la World Wide Web, las personas se comunicaban utilizando un puñado de protocolos relativamente simples como FTP (Protocolo de transferencia de archivos), Usenet (una forma de publicar y leer mensajes en un panel de discusión pública de texto plano), y el correo electrónico, originalmente un protocolo de comunicación punto a punto similar a la oficina de correos convencional.
La mayoría de estos protocolos son anteriores a la aparición de computadoras con interfaces gráficas. Hasta alrededor de 1980, prácticamente todas las actividades de la computadora se llevaban a cabo usando pantallas de texto, típicamente 24 líneas de 80 caracteres.
La forma de manejar el correo electrónico se creó en un momento en que no tenía mucho sentido defenderse contra los ataques; después de todo, ¿quién atacaría y qué ganarían? Pero alrededor de 1994, los primeros spammers se dieron cuenta de que podían enviar un correo electrónico a cada una de una larga lista de usuarios que mostraban sus direcciones de correo electrónico en público.[cita requerida]
En la primera fase de defensa contra el correo no deseado, los operadores de servidores e individuos bloquearon los correos electrónicos al leer automáticamente el contenido de los mensajes o al señalar su origen (nombre o dirección). Algunos de estos métodos todavía se usan en la actualidad, pero su eficacia disminuye rápidamente.
A medida que aumentaba el volumen de spam, la gente se molestaba cada vez más y se producían algunas acciones legales, pero poco efecto. El esquema de entrega original consistía en un servidor central de correo no deseado con una IP fija que no podía ocultarse, por lo que los métodos de filtrado comenzaron a depender de listas de direcciones conocidas como fuentes de correo no deseado. Esto podría llamarse la era vulnerable: los spammers pueden emitir spam, pero no pueden ocultar su origen. 
Finalmente, los spammers y los hackers se encontraron y encontraron un propósito común. Los spammers se dieron cuenta de que podían evadir la desventaja de tener una dirección de origen reconocible al distribuir la tarea de emisión de spam entre miles, y finalmente cientos de miles, de computadoras comprometidas que ejecutan Windows. Los piratas informáticos encontraron relativamente fácil infectar muchas computadoras y convertirlas en mini servidores de correo no deseado.

## Tipos de Antispam
A nivel global existen 2 grandes tipos de filtros antispam:
1. Aquellos que identifican el spam a partir de ciertas características una vez que se han escaneado todos los mensajes que llegan al buzón. A partir de ahí, una puntuación de las características los incluye en una lista de spam o no.
2. Los filtros antispam que identifican el correo no deseado utilizando aproximaciones estadísticas. Este tipo de filtros son mucho más precisos pero es necesario ir entrenándolos para que ofrezcan frutos interesantes.

Una vez realizada esta primera clasificación se pueden observar muy diferentes variedades filtros antispam. Algunos de los más utilizados por las empresas son:

### Filtrosantispambayesianos
Los filtros bayesianos se basan, principalmente, en la experiencia y van aprendiendo de aquellos mensajes que los propios usuarios marcan como spam. Por tanto, necesitan de la intervención de los usuarios para ser efectivos.
Además, los filtros antispam bayesianos pueden agrupar diferentes análisis de vocabulario que permiten generar una lista de palabras buenas y malas para tener en cuenta. Estas listas son las que se generan al detectar patrones partiendo de los correos electrónicos marcados manualmente como spam.
Así se identifican palabras concretas que tienen determinadas probabilidades de ocurrir en el correo electrónico spam y en el correo electrónico legítimo.
Los filtros antispam bayesianos no conocen estas probabilidades de antemano. Por eso, deben ser entrenados para aprender. Sobre todo teniendo en cuenta lo que el propio usuario indica manualmente. Las palabras de estos correos serán guardadas en la base de datos del filtro con una probabilidad que será ajustada según su aparición o no en el correo spam.
Después, cada filtro ya tiene la posibilidad de calcular la probabilidad de que un correo electrónico con un determinado conjunto de palabras sea spam.
Cada palabra en el correo electrónico contribuye a la probabilidad de que este correo sea no deseado. De esta manera, la probabilidad de que sea correo spam se calcula sobre todas las palabras en el correo electrónico y, si el total supera el umbral definido, el filtro marcará el correo electrónico como spam.

### Listas negras (Blacklists)
Las listas negras o black lists son listados donde se registran las direcciones IP que generan spam de forma voluntaria o involuntaria.
Así, las listas negras excluyen todo lo que llega de determinadas IPs o remitentes al agrupar a los servidores que se conoce que envían spam o que tienen alguna vulnerabilidad que permite realizar spam.
El problema surge cuando te catalogan y te incluyen en una lista negra y no eres un spammer. Lo que puede suceder por varias razones:
- Has sido incluido porque has enviado mensajes a un spamtrap o correo trampa. Se trata de correos que los servidores de correo crean y que no tienen actividad. Por eso, cuando reciben un correo electrónico con fines publicitarios se identifica al emisor como spammer.
- Tu cuenta de correo electrónico ha sido hackeada. Y está enviando mensajes desde ella de manera automática.
- Compartes dominio en un servidor que ha sido identificado como spammer. Esto puede pasar porque haya otros usuarios en el mismo servidor que emplean prácticas desaconsejadas.
- Tus equipos han sido infectados por virus o troyanos que lanzan correos electrónicos de manera indiscriminada.

Las listas Robinson
También existen las listas blancas, que agrupan servidores de confianza que te garantizan que no vas a ser enviado a la carpeta de spam.
Por ejemplo, las listas Robinson son un tipo de lista blanca que incluye direcciones de correo electrónico de usuarios que no desean recibir publicidad no solicitada.[cita requerida] Estas listas son válidas para cualquier canal de comunicación con los usuarios. Desde el teléfono al SMS y, evidentemente, el correo electrónico.

### Firewalls
La enorme cantidad de spam con la que tienen que lidiar los usuarios hace que haya filtros antispam para los propios filtros antispam. Son los firewalls o cortafuegos. Sistemas diseñados para bloquear el acceso no autorizado a determinados elementos.
Los firewalls pueden ser implementados tanto con hardware como con software. O, incluso, en una combinación de ambos sistemas. De esta manera, todos los mensajes de correo electrónico que entren o salgan pasarán por el cortafuegos que examina cada mensaje y bloquea aquellos que no cumplen los criterios de seguridad especificados.
Un firewall correctamente configurado añade una protección necesaria pero que en ningún caso debe considerarse suficiente. De hecho, los firewalls funcionan por reputación y con una mezcla del resto de sistemas y filtros antispam.

### Filtros Challenge/Response
Los protocolos challenge/response permiten la autenticación de entidades mediante el siguiente sistema:
- El verificador presenta una cuestión (challenge).
- La parte que se quiere autenticar recibe la cuestión y elabora una respuesta que envía al verificador.
- El verificador recibe la respuesta y evalúa si la respuesta responde correctamente a la cuestión. Así, el correo electrónico queda autenticado o no.

Son filtros infranqueables pero poco utilizados. Además, los filtros challenge/response se pueden clasificar según la utilización de técnicas criptográficas en su puesta en marcha. Por lo que se pueden identificar filtros:
- Criptográficos. Entre ellos se encuentran:
  - Autenticación mediante contraseña. Es el más simple. El desafío consiste en preguntar la contraseña y la respuesta consiste en responder con la contraseña correcta.
  - Uso de múltiples contraseñas cada una asociadas a un identificador distinto.
  -  Uso de protocolos de contraseña de un solo uso que no utilicen tecnologías criptográficas.
- No criptográficos. Los más habituales son:
  -  Uso de protocolos de contraseña de un solo uso como las anteriormente descritas pero que utilizan tecnologías criptográficas.
  - Funciones hash criptográficas tipo MAC.
  - Uso de algoritmos de cifrado simétrico. La clave secreta es compartida por el verificador y el que se quiere autenticar.
  - Uso de algoritmos de firma digital: El que se quiere autenticar firma con la clave privada un mensaje generado por el verificador.

### Filtrosantispambasados en la reputación
La reputación depende de varias puntuaciones asociadas a la identificación del remitente que se determina en función de la dirección IP de envío y del nombre del dominio utilizado. La falta de reputación es, por tanto, la carencia de un histórico de envíos de correos electrónicos de parte de un dominio o IPs.

### Antispam de servidor
Esto no se puede hacer instalando un programa en el PC del usuario. Por el contrario, se trata de que el servicio antispam esté instalado en el propio servidor de correo. Aquí es donde entra en escena el administrador de red, si se trata de una empresa que proporciona correo a sus empleados, o, si se conectan desde casa, el proveedor del servicio de acceso a Internet por ADSL, por ejemplo.
A este respecto, la mayoría de los usuarios no tienen por qué saber cómo se configuran los filtros antispam desde el servidor, puesto que el mismo no está bajo su control y, por tanto, no tienen atribuciones para hacerlo. Sin embargo, conviene mirar a la hora de contratar un proveedor de Internet, o servicio de correo web (Yahoo! Messenger, MSN Messenger, Gmail...), si entre los servicios que ofrece está el filtrado de spam para los correos.
Hay soluciones para bloquear el spam en el servidor basadas en software libre. La más famosa y utilizada es Spam Assassin, que se puede activar en los servidores de Internet Apache, los más usados en la web en todo el mundo. También hay otras soluciones comerciales, como las de Symantec o Kaspersky, dedicadas a las redes corporativas y que realizan este mismo trabajo.

### Servicio de Antispam externo
El usuario no tiene que instalar ningún programa y, en el caso de las empresas, tampoco es necesario configurar aplicaciones dentro de la red corporativa. Además, como el correo se filtra previamente, da igual que se reciba en el PC o en el teléfono móvil, por ejemplo.

### Antispam con equipos
Además de las soluciones de ‘software’, es decir, mediante programas, también es posible prevenir el correo basura con aparatos dedicados específicamente a ello. Es el caso de los cortafuegos físicos, dispositivos que se conectan a la entrada de la red de ordenadores. Algunos de estos modelos, como los de Barracuda, protegen además contra virus y programas espía. Estos dispositivos se actualizan automáticamente y soportan grandes cantidades de mensajes de correo.[cita requerida]

## Funciones del Antispam
| Protección antispam                | Antispam impide que el correo electrónico no solicitado entre en su bandeja de entrada. Las reglas de filtrado avanzadas de Antispam se actualizan automáticamente para todas sus cuentas de correo electrónico. También puede crear filtros personalizados para definir qué buscar en un mensaje y ajustar el nivel de filtrado (de menos agresivo a más agresivo) según sus necesidades. |
| Protección contra phishing         | Antispam identifica los posibles sitios Web de phishing que solicitan información personal. Si intenta acceder a un sitio Web fraudulento o posiblemente fraudulento, Antispam le redirige a una página segura. Desde ésta, podrá conocer las razones por las que el sitio se clasificó como sitio de phishing y decidir si desea visitarlo. Si considera que un sitio es seguro, lo puede agregar a la lista blanca para que no se vuelva a indicar como sitio de phishing la próxima vez que acceda. |
| Barra de herramientas de Anti-Spam | Marque o anule la marca de los mensajes de correo electrónico de uno en uno mediante la barra de herramientas que Antispam agrega al programa de correo electrónico. Puede cambiar el estado de un mensaje si se ha filtrado de modo incorrecto. |
| Lista de amigos                    | Agregue a sus amigos a la Lista de amigos para recibir siempre sus mensajes de correo electrónico. |
| Filtro de webmail                  | Si utiliza un navegador para leer los mensajes de Microsoft Hotmail o de Windows Live Mail,Antispam se conecta a su cuenta de webmail y filtra los mensajes antes incluso de que inicie sesión. |